# فرنسيس إل. بيترسون
فرنسيس إل. بيترسون هو سياسي أمريكي، ولد في 23 يناير 1904، وتوفي في 25 مايو 1987. نشط حزبياً في الحزب الجمهوري. وقد انتخب عضو جمعية ولاية ويسكونسن ‏.